# Szada
Szada [sada] je velká obec v Maďarsku v župě Pest, spadající pod okres Gödöllő. Nachází se těsně mezi městy Gödöllő a Veresegyház, asi 16 km severovýchodně od Budapešti. V roce 2018 zde trvale žilo 5 428 obyvatel. Dle údajů z roku 2011 tvoří 84,5 % obyvatelstva Maďaři, 1,1 % Němci, 0,4 % Rumuni a 0,2 % Ukrajinci, přičemž 15,4 % obyvatel se k národnosti nevyjádřilo. V celé obci počet obyvatel výrazně stoupá.
Szadou prochází silnice 2104, nedaleko prochází dálnice M3. Sousedními sídly jsou města Gödöllő, Veresegyház a nagyközség Mogyoród.